# Giganthias immaculatus
Giganthias immaculatus là một loài cá biển thuộc chi Giganthias trong họ Cá mú. Loài này được mô tả lần đầu tiên vào năm 1954.

## Từ nguyên
Từ định danh được ghép bởi hai âm tiết trong tiếng Latinh: tiền tố im ("không có") và maculatus ("đốm, chấm"), tức "không có đốm", mặc dù loài cá này được mô tả là có các chấm vàng trên cơ thể.

## Phân bố và môi trường sống
G. immaculatus mới chỉ được ghi nhận ở các vùng biển Tây Thái Bình Dương. Loài này được tìm thấy tại ngoài khơi phía nam Nhật Bản (gồm cả quần đảo Izu và quần đảo Ryukyu), đảo Đài Loan, xa hơn là ở ngoài khơi đảo Sulawesi (Indonesia).

## Mô tả
Chiều dài cơ thể lớn nhất đươc ghi nhận ở G. immaculatus là 42 cm. Đầu và thân màu hồng, lưng hơi vàng và bụng hồng nhạt hơn. Gáy, vùng quanh ổ mắt và rìa nắp mang màu vàng. Vây lưng vàng với phần gốc hơi hồng, hồng hơn trên các tia mềm. Vây ngực màu vàng, trong mờ, cũng hơi hồng ở gốc. Vây đuôi màu hồng cam, viền sau màu trắng. Vây bụng màu trắng, trong mờ, gốc vây màu vàng. Vây hậu môn màu hồng.
Số gai ở vây lưng: 9; Số tia vây ở vây lưng: 11–13; Số gai ở vây hậu môn: 3; Số tia vây ở vây hậu môn: 8; Số tia vây ngực: 15–17; Số vảy đường bên: 39–44.